# Stade Pater Te Hono Nui
Le  stade Pater, aussi connu sous le nom de stade Pater Te Hono Nui, est une enceinte sportive construite en 1971 dans la ville de Pirae à Tahiti. Plus grand stade de la Polynésie française, il peut accueillir jusqu'à 15 000 spectateurs.
Les rencontres de l'équipe de Tahiti de football ainsi que des compétitions d'athlétisme se déroulent dans son enceinte.

## Historique
Le stade est construit en 1971 à l'occasion de l'organisation des Jeux du Pacifique. Il peut accueillir 11 500 spectateurs et comprend une piste d’athlétisme en synthétique. Il est inauguré le 10 septembre 1971. En 1995, à l'occasion de la seconde organisation des Jeux du Pacifique, une piste en tartan de six couloirs est installée.
Le stade est rénové en 2003 à l'occasion de la visite du président de la république française Jacques Chirac. En 2008, 4 000 m3 à 6 000 m3 de terre sont déversées sur le stade dans le cadre de l'organisation des « Tahiti Nui X Games » comprenant compétition de moto-cross et de skateboard. Cet événement provoque de nombreux dégâts à la pelouse et à la piste d'athlétisme. Après des travaux de réhabilitation d'un montant de 115 millions de Francs CFP, la réouverture du stade est annoncée le 26 mars 2010 mais des travaux supplémentaires sont nécessaires à la suite du passage de la commission de sécurité et le stade n'ouvre effectivement ses portes que le 10 avril. En juillet 2010, neuf millions de FCFP son investis pour rénover les matériels et équipements d'athlétisme et le stade reçoit l'homologation de l'IAAF pour accueillir des compétitions internationales.

## Utilisations
Le stade Pater accueille les rencontres à domicile de l'équipe de Tahiti de football ainsi que les rencontres des clubs tahitiens de l'AS Dragon, l'AS Pirae, l'AS Tamarii Punaruu, l'AS Vaiete et l'AS Roniu.
En dehors des rencontres de football, le stade est utilisé par l'athlétisme et le rugby à XV. Des meetings politiques y sont également organisés.